# Brad Fullmer
Bradley Ryan Fullmer, mais conhecido como Brad Fullmer, é um ex-jogador profissional de beisebol norte-americano.

## Carreira
Brad Fullmer foi campeão da World Series 2002 jogando pelo Anaheim Angels. Na série de partidas decisiva, sua equipe venceu o San Francisco Giants por 4 jogos a 3.